# حديقة الشلال الترفيهية
حديقة الشلال الترفيهية أو منتزه الشلال هو منتزه موجود في مدينة جدة في المملكة العربية السعودية.

## معلومات عن المنتزه
تمتد الحديقة الترفيهية على مساحة تُقدَّر بحوالي 60 ألف مترًا مربعا، على كورنيش مدينة جدة. ويزورها الأفراد والعائلات للترفيه، وتُقدم إدارة الحديقة عروضًا خاصة لاستقبال طلاب المدارس والجامعات، حيث توجد صالة لعرض الأفلام خماسية الأبعاد ويمكن للزوار التنزه باستخدام القوارب. يوجد في الحديقة مُصلى وعيادة للطوارئ.

## الملاهي في جدة
تحتوي مدينة جدة على عدة ملاهي توفر الترفيه لمئات العائلات التي تزور المدينة لقضاء العطلات. وتُعد حديقة الشلال الترفيهية واحدة من أكثر المتنزهات شعبية في جدة، حيث يزورها ما يقرب من مليون زائر سنويا، لموقعها المتميز على شاطئ البحر الأحمر وما فيها من وسائل ترفيه متعددة.

## منطقة الحديقة الترفيهية
يُعد تصميم حديقة الشلال الترفيهية واحدًا من السمات الرئيسية التي يتميز بها المنتزه. حيث يتميز المبنى الترفيهي المكون من طابقين في وسط المنتزه بحلبة للتزحلق على الجليد ومنطقة مخصصة للاستمتاع للزوار الشباب. وفي حلبة التزلج على الجليد، يمكن للزائر تجربة سحر التزلج على الجليد (في بلدٍ مناخه صحراوي!). وهناك ميزة أخرى غير المبنى الترفيهي وهي ما يسمى منطقة الأمازون أو Amazon Ride. وهذه المنطقة يدخلها الزوار الذين يشترون تذاكر خاصة لذلك. وفي هذه المنطقة نجد تمثيل لغابة الأمازون الكاملة مع شخصيات بالحجم الطبيعي للحيوانات وتأثيرات ضوئية وصوتية. تنتشر Amazon Ride على مساحة 1800 متر مربع ويوجد بها بحيرة بها شلال بارتفاع 15 متر.
يحتوي المبنى الترفيهي على العديد من غرف الحفلات وأروقة الألعاب. يمكن حجز غرف الحفلات من قبل الجمهور لحفلات أعياد الميلاد والتجمعات الخاصة. ويوجد سبعة مطاعم في المبنى الترفيهي. يحتوي المنتزه على منافذ بيع بالتجزئة حيث يمكن شراء الهدايا التذكارية والألعاب اللينة.

## المناطق الترفيهية الأخرى
وبخلاف منطقة الأمازون الأساسية، توجد منطقة تمثل «قرية أوروبية» ومنطقة أخرى تمثل «قرية في الشرق الأقصى». يوجد بها مطاعم عالمية تقدم مجموعة واسعة من المأكولات البحرية.

## موقف السيارات
يحتوي منتزه الشلال على مبنى لمواقف السيارات يمكن أن يستوعب 300 سيارة بينما يوجد مرفق مفتوح لركن السيارات يتسع لـ 300 سيارة أخرى.